# 두위봉층
두위봉층(Duwibong Formation, 斗圍峯層) 또는 두위봉 석회암층(Duwibong limestone Formation, 斗圍峯 石灰巖層)은 대한민국 태백산분지에 분포하는 고생대 조선 누층군 태백층군의 최상위 지층이다. 두위봉층은 상부의 평안 누층군 만항층과 부정합 경계를 형성하며 다수의 화석이 산출된다.

## 개요

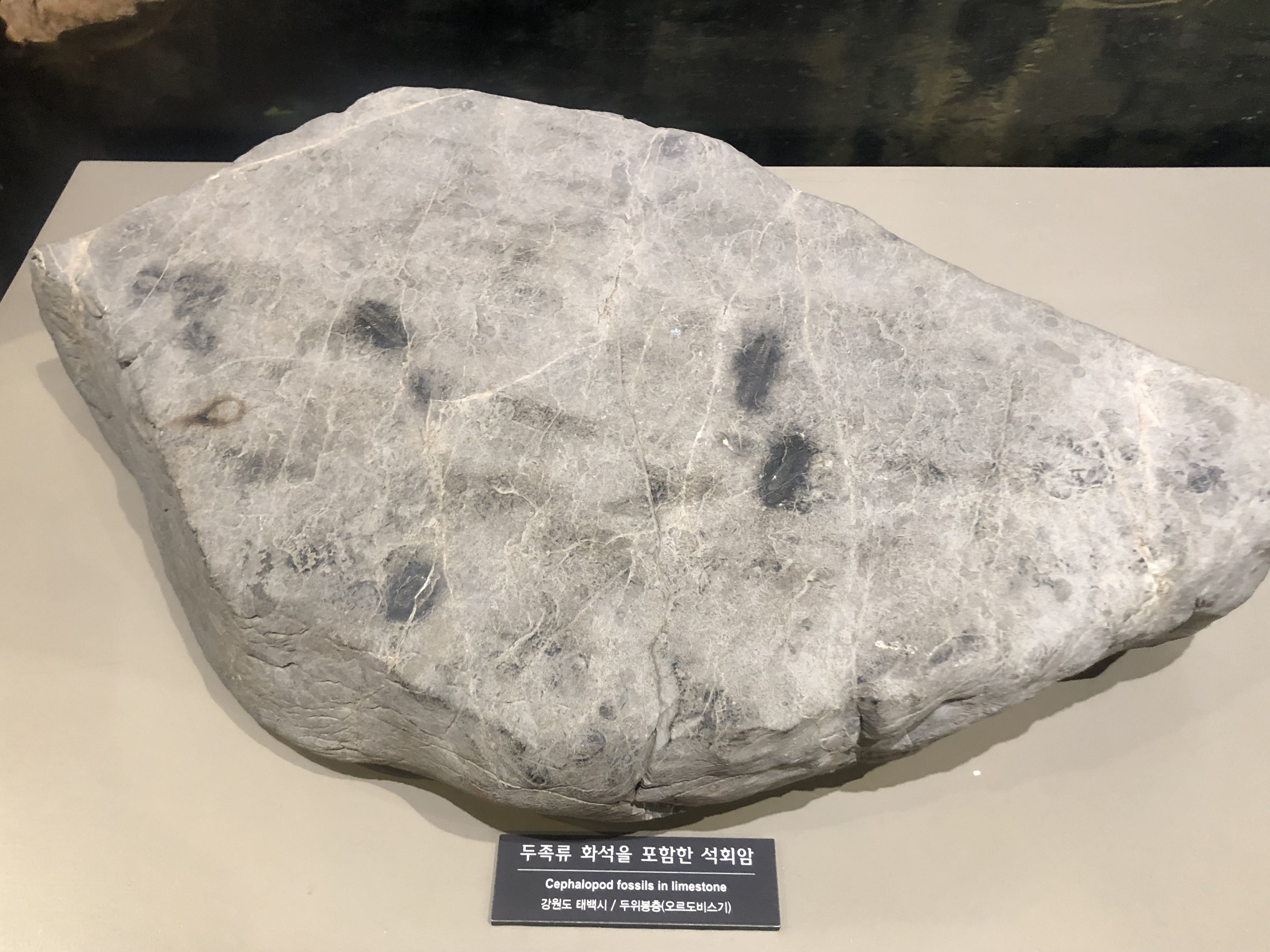
조선 누층군 두위봉층의 두족류 화석을 포함한 석회암 표본, 국립중앙과학관 전시

두위봉층(Duwibong Formation, 斗圍峯層)은 태백층군의 최상부 지층으로, 강원특별자치도 영월군 산솔면 직동리와 정선군 남면의 경계에 위치한 두위봉에서 그 이름이 유래되었다. 주로 담회색의 괴상(塊狀) 생쇄설물 석회암과 석회질셰일로 이루어지며, 간혹 얇은 평력 석회암이 협재되기도 한다. 두위봉층은 하위의 직운산층과 정합적 관계를 이루며, 그 위에는 고생대 후기의 평안 누층군 만항층이 부정합으로 놓인다. 지층의 두께는 약 50~75 m로 알려져 있다. 고바야시(1934, 1966)는 두위봉층에서 완족동물 3종, 이매패류 9종, 복족류 17종, 두족류 11종, 삼엽충 2종, 그리고 해면, 태선동물, 해백합 줄기 등의 화석을 보고하고, 두위봉층의 지질시대를 카라독절(Caradocian)로 생각했다. 그러나 이하영 등(1986, 1990)은 코노돈트 연구로 두위봉층 내에서 Plectodina onychodonta와 Aurilobodus serratus 대를 설정하고, 이들을 달리위리안절(Darriwilian) 상부, 그리고 북아메리카의 코노돈트 화석대 5에 대비하였다.

## 연구

### 암상
정창희(1969)는 삼척탄전 조사 당시 두위봉층을 하부 직운산 셰일과 상부 석회암으로 구분했다. 직운산 셰일 위에 있는 두께 50 m의 회색 석회암은 많은 화석을 포함하며 두위봉층 최상부는 만항층 기저 사암에 의해 부정합으로 덮인다.
김봉균(1969)은 정선군 예미 지역의 고성 석회암층을 조사하고 이를 두위봉층과 동일시하였다. 이 지역에서 두위봉 석회암층은 전체적으로 엽리가 잘 발달한 석회암으로 구성되며 그 하부에는 박층의 석회질셰일층이 협재된다. 지층의 하부는 직운산 셰일층에서 점이하여 지층 경계를 설정하기 어렵다. 지층의 두께는 50 m 내외이다.
태백시 원동 지역 원동 스러스트 단층 남부에 분포하는 두위봉층은 60-100 m 정도의 두께를 보이며, 평안 누층군에 의해 부정합으로 덮인다. 주로 담회색의 괴상 또는 생쇄설성 석회암으로 이루어져 있으며 평력암 및 단괴상 또는 석회질 셰일들이 협재된다.
박수인(1989)에 의하면 두위봉층은 정선군 남부 사북읍~고한읍 지역에서는 암회색 석회암, 암회색 고회질 석회암으로 구성된다. 고토일 근처에서는 판상 역질석회암(flat pebble conglomerate)이 협재되며 이 석회암 내에는 홍조류(紅藻類) 화석이 풍부하게 산출된다. 만항에서 구강동에 이르는 도로변에 분포하는 고회질 석회암에서는 Aurilolobotus aurilobus, A. serratus, Belodella rigida, Tangshanodus sp., Serratognathodus sp. Oistodus sp., Plectodina sp. 등의 코노돈트가 풍부히 산출된다. 두위봉층은 평안 누층군 만항층에 의해 평행 부정합으로 덮인다.
최덕근 외(2004)에 의하면 석개재 단면에 75 m 두께로 드러난 두위봉층은 온코이드/어란상 그레인스톤, 괴상 팩스톤~그레인스톤, 생교란 와케스톤~그레인스톤, 암회색 괴상 돌로마이트 등으로 구성된다.
정태영 외(2016)는 단양군 단양읍 고수리, 노동리, 상진리 일대의 조선 누층군 중 기존의 단양 지질도폭에서 막골층과 고성층으로 알려져 있는 두 지층을 조사하였다. 단양 지질도폭에서 정의된 '고성층'(경남 고성의 고성층이 아니다.)의 상부는 주로 괴상 담회색 석회암, 엽층리 석회암, 괴상 돌로마이트로 구성되며, 이는 층서적으로 두위봉층에 해당한다. 이 두위봉층 석회암 내에는 연흔, 생교란구조, 스트로마톨라이트가 발견되며, 이는 두위봉층이 조간대 환경에서 퇴적되었다는 것을 지시한다. 이러한 퇴적환경은 기존에 알려진 태백층군 두위봉층의 퇴적학적인 해석과는 많은 차이를 보인다고 설명하였다.

## 화석
이하영(1977)은 삼척군 동점동, 장성동, 영월군 상동광산 부근에 드러난 직운산층과 두위봉층에서 68개체의 코노돈트 화석을 산출하였다. 이중 두위봉층에서 산출된 코노돈트 화석은 2종의 복합종(Phragmodus inflexus Stauffer, Tricladiodus? aurilobus Lee)과 24종의 단순종(Acontiodus semisymmetricus Hamar, Acontiodus sp., Belodella erecta (Rhodes and Dineley), Cyrtoniodus flexuosus (Br. Me.). Distomodus kentuckensis, Drepanodus sp., Eoplacognathus cf. foliaceus, (Fahraeus), Furnishina? sp., Gyrognathus elongatus Rhodes, Multioistodus tridens Yo. and Cu., Oepikodus? sp., Oistodus abundans Br. and Me., Ozarkodina ctenulata Yo. and Cu., Ozarkodina sp., Panderodus compressus (Br. and Me.), Panderodus gracilis (Br. and Me.), Panderodus striatus (Stauffer), Polycaulodus resupinatus Br. and Me., Polycaulodus gracilius Yo. and Cu., Polyplacognathus sp., Prioniodus sp., Scandodus sp., Scolopodus nogamii Lee, Tricladiodus? aurilobus Lee)으로 분류되었다. 화석은 중기 오르도비스기를 지시한다.
김봉균 외(1986)는 삼척탄전 남동부의 두위봉층에서 Actinoceras, Kochoceras, ''Discoactinoceras, Armenoceras, Nybyoceras bekkeri, Ormoceras, Orthonybyoceras, Sactorthoceras, Stereoplasmoceras 9속의 두족류 화석과 Rafinesquina 1종의 완족류 화석을 보고하였다.
백광호 외(1987)는 태백시에 분포하는 두위봉층에서 13형의 개형충 군집화석을 발견했다.
이경우와 이하영(1990)은 태백시 장성-동점 지역에서 조선 누층군의 상부 막동 석회암층, 직운산층, 두위봉층에 대한 코노돈트 생층서대를 연구했다. 태백시 장성-동점 지역의 4개 단면에 드러난 3개 지층으로부터 총 1849개의 코노돈트 개체가 수집되었고 이중 두위봉층으로부터 985개 개체가 나왔다. 두위봉층에서는 Aurilobodus aurilobus, A. simplex, Oistodus parallelus, O. sthenus, O. venustus, Plectodina sp. 그리고 두위봉층에서만 산출되는 Aurilobodus serratus, A. sp. A., Drepanodus n. sp., Plectodina onychodonta 화석의 산출로 Aurilobodus serratus 그리고 Plectodina onychodonta 코노돈트 생층서대가 설정되었다.
삼척탄전 남동부의 두위봉층에서 Actinoceras, Kochoceras, Discoactinoceras, Armenoceras, Nybyoceras, Ormoceras, Orthonybyoceras, Sactorthoceras, Stereoplasmoceras 9속의 두족류 화석과 Rafinesquina 1속의 완족류 화석이 발견되었다.

### 퇴적 환경
이용일(1988)에 의하면 태백시에 분포하는 두위봉층의 하부는 폭풍의 영향을 받은 해양 대지 위에 폭풍에 의해 쌓였으며 폭풍퇴적물은 생쇄설물의 석회사-석회암(calcarenite)과 석회련-석회암(calcirudite), 이회암과 셰일로 구성된다. 두위봉층 하부 퇴적물은 해퇴 환경에서 퇴적된 것으로 해석된다.

## 지질유산
태백시 장성동 산 17-3 (N 37°06'14", E 129°00'33")에는 조선 누층군 두위봉층과 평안 누층군 만항층의 부정합 경계가 드러나 있다.
태백시 동점동 태백고생대자연사박물관 부근에 드러난 조선 누층군과 평안 누층군의 부정합 경계
- 위쪽이 평안 누층군 만항층, 아래쪽이 조선 누층군 두위봉층 석회암

## 같이 보기
- 한국의 지질
- 조선 누층군
- 평안 누층군
- 직운산층
- 두위봉
- 석개재